# Aproximante palatal labializada sonora
La Aproximante palatal labializada sonora es un tipo de sonido consonántico , que se usa en algunos idiomas hablados . Tiene dos constricciones en el tracto vocal: con la lengua en el paladar , y redondeada en los labios . El símbolo en el Alfabeto Fonético Internacional que representa este sonido es ⟨ ɥ ⟩ , una letra minúscula girada ⟨h⟩ , u ocasionalmente ⟨ jʷ ⟩ , que indica [ j ] con un tipo diferente de redondeo.
En muchos casos, la aproximante palatal labializada puede considerarse el equivalente semivocálico de la Vocal cerrada anterior redondeada [y] . Se alternan entre sí en ciertos idiomas, como el francés , y en los diptongos de algunos idiomas, ⟨ ɥ ⟩ y ⟨ y̑ ⟩ con el diacrítico no silábico se utilizan en diferentes sistemas de transcripción para representar el mismo sonido. A veces, ⟨ y̆ ⟩ se escribe en lugar de ⟨ y̑ ⟩ , aunque el símbolo anterior denota un extracorto[ y ] en el IPA oficial.
Sin embargo, algunos idiomas tienen una aproximante palatal que no se especifica para el redondeo y, por lo tanto, no se puede considerar el equivalente semivocálico de [y] o su contraparte no redondeada [ i ] . Un ejemplo de tal idioma es el español, en el que la aproximante palatal labializada (no una semivocal) aparece alofónicamente con vocales redondeadas en palabras como ayuda [aˈʝ̞ʷuð̞a] 'ayuda'. Según algunas fuentes, no es correcto transcribir esto con el símbolo ⟨ ɥ ⟩ , que tiene un tipo de redondeo diferente, o con ⟨ jʷ ⟩, que implica labios abiertos; la única transcripción adecuada es ⟨ ʝ̞ʷ ⟩ .
También existe la aproximante pospalatal labializada en algunos idiomas, que se articula un poco más atrás en comparación con el lugar de articulación de la aproximante palatal labializada prototípica, aunque no tan atrás como la aproximante velar labializada prototípica . Puede considerarse el equivalente semivocálico de la Vocal cerrada central redondeada [ʉ] . El Alfabeto Fonético Internacional no tiene un símbolo separado para ese sonido, aunque se puede transcribir como ⟨ ɥ̄ ⟩ o ⟨ ɥ˗ ⟩ (ambos símbolos indican una ⟨ ɥ ⟩ retraída ) , ⟨ ɥ̈ ⟩( ⟨ ɥ ⟩ centralizado ), ⟨ w̟ ⟩ ( ⟨ w ⟩ avanzado ) o ⟨ ẅ ⟩ ( ⟨ w ⟩ centralizado ). Los símbolos de X-SAMPA equivalentes son , y , respectivamente. Otras posibles transcripciones incluyen una ⟨ j ⟩ centralizada y labializada ( ⟨ j̈ʷ ⟩ en IPA, en X-SAMPA) y una ⟨ ʉ ⟩ no silábica ( ⟨ ʉ̯ ⟩ en IPA, H_oH_"w_+w_"j_"_w}_^en X-SAMPA).